# Sweet & Sour
Sweet & Sour (en hangul 새콤달콤; RR: Saekom-Dalkom) es una película surcoreana de 2021, basada en la novela Initiation Love de Kurumi Inui. La película, una comedia romántica, está dirigida por Lee Gye-byeok y protagonizada por Jang Ki-yong, Chae Soo-bin y Krystal Jung. Se estrenó en la plataforma Netflix el 4 de junio de 2021.

## Sinopsis
Una pareja cuya relación sufre crecientes dificultades por las condiciones laborales de ambos. Da-eun (Chae Soo-bin) es una enfermera que trabaja tres turnos en un hospital general; su novio Jang Hyuk (Jang Ki-yong) es un ingeniero que ha sido enviado temporalmente a una gran empresa lejos de casa; y Bo-yeong (Krystal Jung) es una colega de este último, que compite con él para conseguir un trabajo de tiempo completo, y quiere ganar tanto trabajo como amor. La realidad no es fácil. Cuando Jang Hyuk pasa más tiempo atrapado en el tráfico que con Da-eun, y cuando cualquiera de los dos llega a casa del trabajo demasiado cansado para hacer otra cosa que dejarse caer en la cama, las grietas comienzan a aparecer.

## Reparto
- Jang Ki-yong como Lee Jang-hyuk.
- Chae Soo-bin como Da-eun.[9]
- Krystal Jung como Han Bo-yeong.[10]

### Secundarios
- Lee Woo-je como Lee Jang-Hyuk, al principio paciente de hepatitis B en el hospital al cuidado de Da-eun.
- Choi Hwan-yi como Jo Yeon-hwan.
- Shin Joon-hang como miembro 4 del Equipo 2.
- Park Chul-min como jefe de Jang-hyuk y Bo-yeong.
- Yeo Min-joo.
- Kim Mi-kyung como la madre de Jang-hyuk.
- Park Ji-hoon como Macaron.[11]
- Yoon Byung-hee como paciente del hospital.
- Jo Han-chul como paciente del hospital.
- Lee Seung-won como paciente del hospital.
- Hwang Jung-min como enfermera jefe.
- Kim Hye-ran como enfermera 1.
- Ko Kyu-pil como un médico residente del Hospital General de Incheon Juan.

### Apariciones especiales
- Lee Geung-young como conserje del edificio de oficinas.
- Yoo Sun como directora ejecutiva.
- Choi-hyeong como médico de la sala de emergencias.
- Kim Mi-hye como enfermera 2.
- Ahn Kil-kang como el padre de Lee Jang-hyuk.
- Kim Mi-kyung como la madre de Lee Jang-hyuk.

## Producción
El 9 de septiembre de 2019, Chae Soo-bin y Jang Ki-yong fueron confirmados como protagonistas de la película. El 8 de octubre de 2019 Krystal Jung se unió el reparto como coprotagonista.

### Rodaje
El rodaje comenzó el 8 de octubre de 2019, y concluyó el 23 de diciembre de ese mismo año.

## Estreno
La película se planeó originalmente para ser estrenada en sala en 2020, pero se vio afectada por la propagación de la pandemia COVID-19. Finalmente se estrenó en Netflix el 4 de junio de 2021.

## Recepción
Nam Seon-woo (Cine21), la llama una «refrescante comedia romántica», y escribe que «el encanto de los actores y la capacidad de dirección del director brillan intensamente en las escenas de comedia». Seon-woo opina que los personajes de entre 20 y 30 años no son frecuentes en la comedia romántica por las precarias y difíciles condiciones laborales a que está sometida esa franja de edad, que se muestran en escenas de trabajo continuo, los eternos desplazamientos al lugar de trabajo y las noches pasadas en blanco para trabajar. Se demuestra que la inestabilidad y el ambiente de trabajo agotador afectan a la relación. Por ello es lógico evocar el concepto de «romance de una sociedad de fatiga». Como conclusión, para Seon-woo «la esencia de la película se desarrolla en los últimos diez minutos. Y esos diez minutos pueden hacer que se vuelva a ver la película desde el principio».
Rhian Daly (NME) califica la película con tres estrellas de cinco posibles, y escribe que la premisa, aunque no demasiado original, es bastante interesante, pero a pesar de las buenas actuaciones de los protagonistas la película no avanza con fuerza debido al guion, que carece de tensión y no logra capturar los sentimientos. El giro final de la trama provoca la necesidad de revisar la historia desde el principio, pero no es suficiente para salvar la película, que, en definitiva, provoca poca emoción.